# 荻野博司
荻野 博司（おぎのひろし、1952年 - ）は、東洋学園大学教授、多摩大学客員教授、元朝日新聞社論説副主幹。

## 経歴
- 東京都出身。東京都立立川高等学校では新聞部所属[1]。
- 1975年に一橋大学法学部卒業後、朝日新聞社入社。
  - 静岡→福島支局、東京・大阪の経済部[2]、ニューヨーク支局員[3]（1986年より約3年間）、西部本社経済部次長、論説委員（1996年より）、論説副主幹（2004年より）、ジャーナリスト学校事務局長（2007年より）、社長室主査、企画事業本部企画委員(地球環境プロジェクトリーダー（2007年10月より）、フォーラム事務局マネジャー)、企画事業担当補佐などを歴任。
- 専修大学経済学部非常勤講師を経て、2013年に多摩大学客員教授。
- 2014年4月1日より東洋学園大学教授に就任。

## 著書
- 日米摩擦最前線
- 問われる経営者
- 英国の企業改革（共著訳）
- コーポレート・ガバナンス改革（共著）
- トップマネジメントのコーポレート・ガバナンス」（共訳）など